# Sowno (przystanek kolejowy)
Sowno - przystanek kolejowy w Sownie, w województwie zachodniopomorskim, w Polsce.